# (1069) Planckia
(1069) Planckia – planetoida z pasa głównego asteroid okrążająca Słońce w ciągu 5 lat i 196 dni w średniej odległości 3,13 au. Została odkryta 28 stycznia 1927 roku w Landessternwarte Heidelberg-Königstuhl w Heidelbergu przez Maxa Wolfa. Nazwa planetoidy pochodzi od Maxa Plancka (1858–1947), niemieckiego fizyka, laureata nagrody Nobla. Przed nadaniem nazwy planetoida nosiła oznaczenie tymczasowe (1069) 1927 BC.